# Honeymoon (film)
Honeymoon è un film del 2014 diretto da Leigh Janiak.

## Trama
I giovani sposi Paul e Bea si recano in una remota regione dei laghi per trascorrervi la loro luna di miele. Poco dopo l'arrivo, Paul trova Bea vagante e disorientata nel cuore della notte. Man mano che il comportamento della donna diventa sempre più strano, Paul inizia a sospettare che il luogo sia infestato da presenze sinistre.

## Produzione
Lo sviluppo di Honeymoon è iniziato nel 2010, dopo che Janiak ha visto Monsters e Tiny Furniture, e lei e Phil Graziadei hanno iniziato a scrivere la sceneggiatura nel 2012. Mentre scriveva la sceneggiatura del film, Janiak è stata ispirata dall'idea che "Anche i piccoli momenti ... possono creare un cuneo tra le persone" e, con il suo compagno di sceneggiatura, si è chiesta "fino a che punto [loro] avrebbero potuto spingerli fino a farli cadere a pezzi."
Janiak ha scelto Rose Leslie per interpretare il ruolo di Bea dopo aver visto la sua interpretazione di Ygritte ne Il Trono di Spade. Le riprese principali sono iniziate nella primavera del 2013 e avevano un budget limitato di 1.000.000 di dollari.

## Accoglienza

### Incassi
Il film ha incassato ai botteghini 24.343 dollari.

### Critica
Su Rotten Tomatoes, il film ha una valutazione del 76% sulla base di 58 recensioni, con una valutazione media di 5,80/10. Il consenso del sito recita: "Intelligente, elegante e incredibilmente teso, Honeymoon contiene più horror a costruzione lenta rispetto a molte produzioni a budget più elevato." Su Metacritic, il film ha un punteggio di 65 su 100 basato su 10 recensioni della critica, indicando "recensioni generalmente favorevoli".

## Riconoscimenti
- 2014 - Neuchâtel International Fantastic Film Festival
  - Nomination Miglior film

- 2014 - SXSW Film Festival
  - Nomination Audience Award

- 2015 - BloodGuts UK Horror Awards
  - Nomination Miglior attrice a Rose Leslie

- 2015 - Golden Trailer Awards
  - Nomination Miglior horror

- 2015 - iHorror Awards
  - Nomination Miglior horror fantascientifico